# Hypolycaena hatita
Hypolycaena hatita is een vlinder uit de familie van de Lycaenidae. De wetenschappelijke naam van de soort is voor het eerst geldig gepubliceerd in 1865 door Hewitson.